# 우디 우드페커 (영화)
《우디 우드페커》(영어: Woody Woodpecker)는 2017년 공개된 미국의 애니메이션 영화이다.